# Chartella barleei
Chartella barleei är en mossdjursart som först beskrevs av Busk 1860.  Chartella barleei ingår i släktet Chartella och familjen Flustridae. Inga underarter finns listade i Catalogue of Life.